# Ntare Mwine
Ntare Guma Mbaho Mwine (Nueva Hampshire, mayo de 1967) es un actor, dramaturgo, fotógrafo y documentalista estadounidense-ugandés.

## Trayectoria
Nació en EE. UU. en una familia de ascendencia ugandesa. Su padre era abogado educado en la Universidad Harvard.  A los siete años, sus padres sepáranse y seguía pasando tiempo con su padre (que entonces trabajaba en finanzas en EE. UU., incluido un período en el Banco Mundial en Washington D. C.) y menos con su madre (que regresó a África para enseñar psicología en la Universidad de Nairobi.
Mwine obtuvo una maestría en Bellas Artes por la Universidad de Nueva York. Y también estudió en la Universidad de Virginia, en el Teatro de las Artes de Moscú, y en el Royal National Theatre de Londres. Se estableció en los Ángeles, consiguiendo su primer trabajo profesional interpretando el papel de "Paul" en Six Degrees of Separation por el que recibió una nominación al NAACP Image Award como Mejor Actor.
Aunque a lo largo de su carrera como actor predominan los trabajos en series de televisión (algunos muy exitoso), también aparece en películas como Diamante de sangre  o 40.

## Obra

### Filmografía
| Año       | Título                                                         | Personaje              | Notas               |
| --------- | -------------------------------------------------------------- | ---------------------- | ------------------- |
| 2010-2011 | Treme                                                          | Jacques Jhoni          | Serie de televisión |
| 2010      | The Space Between                                              | Camerún                |                     |
| 2009      | 40                                                             | Godwill                |                     |
| 2006-2009 | Heroes                                                         | Usutu / Joseph Al Amir | Serie de televisión |
| 2001-2008 | CSI                                                            | Tom Adler              | Serie de televisión |
| 2002-2008 | ER                                                             | Paul Traylor           | Serie de televisión |
| 2008      | The Riches                                                     | Maurice Devereaux      | Serie de televisión |
| 2006      | Sleeper Cell                                                   | Yakubu                 | Serie de televisión |
| 2006      | Diamante de sangue                                             | M'Ed                   |                     |
| 2006      | The Unit                                                       | Isaias                 | Serie de televisión |
| 2005      | Alias                                                          | Benjamin Masari        | Serie de televisión |
| 2000      | Perfect Murder, Perfect Town: JonBenét and the City of Boulder | Det. Everett           | Filme de televisión |
| 1999      | Seven Days                                                     | Cliff                  | Serie de televisión |
| 1998      | Brimstone                                                      | Detective Clemens      | Serie de televisión |
| 1998      | Desert Blue                                                    | Axente Green           |                     |
| 1997      | Don King: Only in America                                      | Emisario               | Filme de televisión |
| 1997      | Clover                                                         | Cuñado de Gaten        | Filme de televisión |
| 1996      | Law & Order                                                    | Mark Davies            | Serie de televisión |
| 1995      | New York Undercover                                            |                        | Serie de televisión |

### Fotografía
Su trabajo fotográfico se ha mostrado en Naciones Unidas, en el Museo de Arte latino en Pomona, California, Museo Fowler de Historia Cultural del UCLA, y otros museos en todo el mundo. Fue un foco central de  Biro , y en un lugar destacado en la serie de TV A dos metros bajo tierra. Su fotografía ha aparecido también en Vanity Fair.